# Caspar Henry Borgess
Caspar Henry Borgess, né le 1er août 1824 à Addrup (Allemagne) et mort le 3 mai 1890, est un évêque catholique américain d'origine allemande. Il est le deuxième évêque de Détroit de 1871 à 1887.

## Biographie

### Jeunesse et formation
Caspar Henry Borgess est né le 1er août 1824 à Addrup, dans le district de Cloppenburg en Allemagne. Il émigre aux États-Unis avec ses parents, fermiers originaires de Westphalie, à l'âge de 12 ans.
Sa famille s'installe d'abord à Philadelphie en Pennsylvanie puis à Cincinnati dans l'Ohio. Caspar Henry Borgess suit d'abord ses études au St. Xavier's College, avant d'entrer au séminaire St. Mary's à Cincinnati (Ohio).
Caspar Henry Borgess est ordonné prêtre par Mgr John Baptist Purcell le 8 décembre 1847 et incardiné dans le diocèse de Cincinnati.

### Carrière ecclésiastique

#### Prêtre à Cincinnati
Durant 11 ans, il est prêtre dans la paroisse de la Sainte-Croix à Colombus en Ohio. Après un an passé passé au sein de la paroisse de l'Immaculée Conception à Cincinnati, il devient en 1859 recteur de la cathédrale Saint-Pierre-aux-liens de la ville et chancelier du diocèse,.
Décrit comme un homme réservé et solitaire mais consciencieux et animé par une spiritualité ardente, Caspar Henry Borgess s'acquiert une réputation de bon administrateur et devient le protégé du cardinal John Baptist Purcell, évêque puis archevêque de Cincinnati.

#### Evêque coadjuteur de Détroit
Le 8 février 1870, Caspar Henry Borgess est nommé par le pape Pie IX évêque titulaire de Calydon (de), puis évêque coadjuteur de Détroit le 11 février. Il est consacré le 24 avril 1870 dans la cathédrale de Cincinnati par Sylvester Horton Rosecran, évêque de Colombus.
En 1870, Caspar Henry Borgess est nommé évêque coadjuteur du diocèse de Détroit. Ce diocèse, créé en 1833, se trouve alors confié à Frederick Rese, un missionnaire d'origine allemande, ayant été contraint de rentrer en Europe depuis 1837 en raison de problèmes de santé mentale,.

#### Evêque de Détroit
À la suite de la mort de Frederick Rese en décembre 1871, Caspar Henry Borgess lui succède comme évêque de Détroit.
Durant son administration, Borgess travaille à développer un clergé amérindien, à réduire les tensions nationalistes entre les groupes d'immigrants de langue française et anglaise et à améliorer la gestion du diocèse. Il participe à développer l'éducation catholique sur son territoire en invitant les Jésuites à s'y établir en 1877 et à fonder ce qui deviendra plus tard l'université de Détroit.
En 1881, il obtient du Saint-Siège la partition de son diocèse. Celle-ci donna naissance en 1882 au diocèse de Grand Rapids. Le diocèse de Détroit se trouva quant à lui réduit à 29 comtés du sud du Michigan.

### Démission et fin de vie
En raison de problèmes de santé et après des conflits avec les prêtres de son diocèse, lui reprochant parfois son obsession pour la discipline et sa morale austère, Caspar Henry Borgess démissionne de sa charge d'évêque le 16 avril 1887,. A la fin de son mandat épiscopal, le diocèse de Détroit compte 132 prêtres malgré la réduction de son territoire.
Le 14 août 1888, il est nommé évêque titulaire de Phacusa. Il meurt le 3 mai 1890 à l'âge de 65 ans.